# 魔鬼镇
魔鬼镇（羅馬化：Đavolja Varoš）是塞尔维亚的一处岩石景观，坐落于该国南部的托普利察区库尔舒姆利亚附近，占地0.67平方公里。

## 地形地貌
魔鬼镇由202处奇特的帐篷岩组成，高约2～15米，底部宽约4～6米，由数百万年前的火山喷发侵蚀土壤而成。这些岩石的顶部大多具有安山岩以防止进一步侵蚀。火山历史上的不稳定令岩石内部色彩缤纷，而魔鬼镇也有它的新形态。由于周边居民大肆伐木，魔鬼镇的岩石又开始被降水侵蚀。岩石下形成被称为“地狱之沟”的蚀沟，周围是中世纪塞尔维亚王国时期的矿井所在地。
岩石之下分布着富含矿物质的泉水，其中一处名为“魔鬼之泉”，水质呈强酸性（pH值1.5），每升水中含15克矿物质；另一处名为“红井”。这些具有强烈刺激性的泉水是由塞尔维亚化学家亚历山大·泽加最先检验的。

## 保护状况
魔鬼镇于1955年由托米斯拉夫·拉齐切维奇首次进行科学检验和描述。1959年起，这里就是塞尔维亚国家保护区，1995年塞尔维亚政府宣布将此地列入第一类保护名录。
魔鬼镇是联合国教科文组织预备世界遗产，年均游客约50000人。它还是新世界七大奇迹的侯选地之一，但最终未能入选。